# Footloose Industry
Als Footloose Industry (englisch, wörtlich: ‚ungebundene Industrie‘) wird in der Wirtschaftsgeographie bzw. in der Standorttheorie ein Industriezweig bezeichnet, der nicht an bestimmte Standorte gebunden ist, also den Ort eines Produktionsbetriebs weitgehend frei wählen kann. Dies ist unter anderem bei Industrien der Fall, die überall verfügbare (ubiquitäre) Materialien, beispielsweise Luft oder Wasser, oder Materialien aus verschiedensten Herkunftsorten verarbeiten. Daher bezeichnet man allgemein solche Industrien als „ungebunden“, bei denen durch die Ansiedlung an einem Standort keine Transportkostenvorteile entstehen oder andere Kostenvorteile überwiegen. Des Weiteren sind in nicht standortgebundenen Industrien qualifizierte Arbeitskräfte oder Fühlungsvorteile von geringer Bedeutung bei der Standortwahl. Häufig ist eine hohe Zahl billig verfügbarer Arbeitskräfte für die Standortwahl ausschlaggebend. Als klassisches Beispiel kann die Verlagerung der Textil- und Bekleidungsindustrie in Entwicklungs- und Schwellenländer genannt werden.
Der Begriff wurde geprägt von den amerikanischen Wirtschaftswissenschaftlern Edgar M. Hoover (Location of Economic Activity, 1948) und William Alonso (Location Theory, 1964). Ralph C. Allen und Jack H. Stone haben 1992 den Versuch einer Neudefinition vorgelegt.